# Coelorinchus kishinouyei
Coelorinchus kishinouyei is een straalvinnige vissensoort uit de familie van rattenstaarten (Macrouridae). De wetenschappelijke naam van de soort is voor het eerst geldig gepubliceerd in 1900 door Jordan & Snyder.